# Voice-Switching
Beim Stimmwechsel (englisch Voice-Switching) verleiht der Vortragende eines literarischen Textes jeder Figur eine eigene Sprechstimme, die sich von den anderen beispielsweise in Tonlage und/oder Dialekt oder dergleichen unterscheidet. Diese Vorgehensweise ist so alt wie die Literatur selbst und wird zum Beispiel von Eltern, die ihren Kindern Märchen vorlesen, oder bei Lesungen angewandt.

## Stimmwechsel bei Hörbüchern
Stimmwechsel werden auch bei Hörbüchern angewandt. Es ist nicht eindeutig zu sagen, seit wann die Technik des Voice-Switchings in der heutigen Form bei Lesungen angewendet wird, doch Helmut Qualtinger scheint – wenn man einen Vergleich kommerzieller literarischer Sprachaufnahmen seiner Zeit zugrunde legt – ab den frühen 1960er Jahren einer der ersten populären Vertreter zu sein, die vermehrt und exzessiv auf diese Lese-Technik zurückgreifen. Besonderes Aufsehen erreichten diesbezüglich seine Lesungen aus dem Werk Die letzten Tage der Menschheit von Karl Kraus, in denen er den über 500 auftretenden Figuren jeweils eine eigene Stimme zu geben sucht.
Zuvor war das Voice-Switching, zum Teil auch als Stimmenparodie, fast ausschließlich im humoristischen Vortrag zu Hause – einer der vollendetsten Könner diesbezüglich war Ludwig Manfred Lommel.
Der bislang größte Popularitätsschub des Vorlesens „mit verschiedenen Stimmen“ wurde durch den großen Erfolg der ersten von Rufus Beck gelesenen Harry-Potter-Hörbücher ausgelöst. Seither war auf dem Hörbuchmarkt in Bezug auf Lesungen ein deutlicher Anstieg des Voice-Switchings zu beobachten.
Exzessives Voice-Switching kann im Gegensatz zu einer verinnerlichten Sprechweise eines literarischen Textes stehen und ist Kritikern oft zu plakativ. Auf der einen Seite bietet die Technik für den Hörer zwar eine Art „Kino für die Ohren“, doch besteht auf der anderen Seite die Gefahr, dass der literarische Vortrag zur bloßen Vorführung verschiedener Stimmenimitationen verkommt. Bei Hörbuch-Produktionen minderer Qualität wird Sprechern zudem häufig kaum Zeit eingeräumt, einen Sprechtext geistig zu durchdringen. In diesem Zusammenhang scheint vordergründiges Voice-Switching eine willkommene Möglichkeit, mangelndes Textverständnis zu vertuschen.